# イエスマン、ノーマン

京劇研究会「イエスマン、ノーマン」(第3稿、第2稿の同時上演)舞台写真。2010年3月、東京。演出：冨田正久。写真は、冒頭部、合唱隊が登場して劇のテーマを歌う場面。

『イエスマン、ノーマン』は、ドイツの劇作家ベルトルト・ブレヒトが、日本の能の『谷行（たにこう）』を翻案して書いた2つの教育劇『イエスマン』(Der Jasager) と『ノーマン』(Der Neinsager) の総称である。Der Jasagerの日本語訳題は「デア・ヤーザーガー」「承諾者」「然りと言う者」「はいと言う人」「イエスマン」、Der Neinsagerの訳題は「デア・ナインザーガー」「否と言う者」「いいえと言う人」「ノーマン」などさまざまであるが、一般には「イエスマン」「ノーマン」という訳題で知られる。

## 成り立ち
ブレヒトが書いた台本は
- 「イエスマン」（第1稿）
- 「ノーマン」（第2稿）
- 新版の「イエスマン」（第3稿）

の3種類がある。

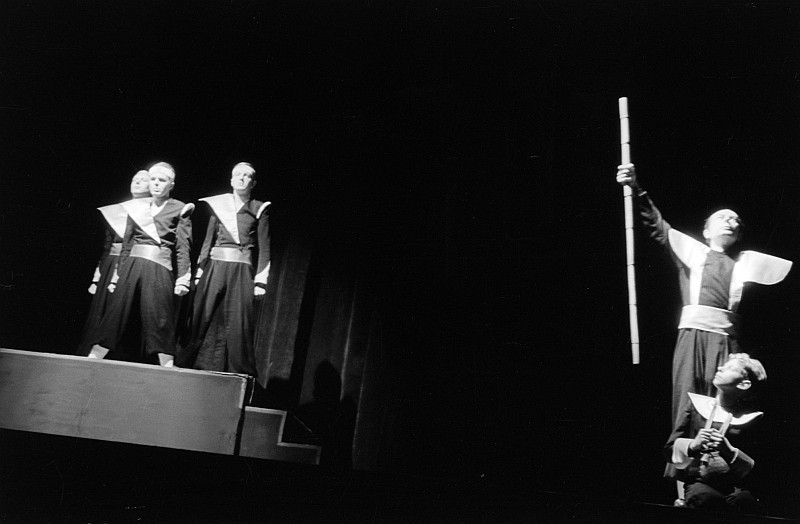
1946年5月、ベルリンのヘッベル劇場（Hebbel-Theater）で上演された「イエスマン」の舞台写真。衣装はサムライ風のアレンジ。右端で棒をもっているのは教師、下は少年。左奥の3人は弟子たち。

1921年、イギリスの東洋学者アーサー・ウェイリーが、日本の能の脚本を自由訳した英訳本 "The No plays of Japan" をロンドンで出版した。この本で紹介されている作品の中に、金春禅竹の作と伝えられる謡曲『谷行』の自由訳があった。このウェイリー訳の『谷行』を、ブレヒトの秘書で愛人だったエリーザベト・ハウプトマン（Elisabeth Hauptmann）がドイツ語へ重訳した。それを読んだブレヒトは興味をもち、この作品を土台として「了解」をテーマにした戯曲「イエスマン」（第1稿）を書き、クルト・ヴァイルによる曲をつけ、1930年に「学校オペラ」（Schuloper）として発表した。
その後、ブレヒトはこの作品を観た学校の生徒たちの感想や批判をとりいれ、違う結末をもつ戯曲「ノーマン」（第2稿）を作った上、さらに「イエスマン」にも新たな脚色を追加した（第3稿）。そしてブレヒトは、今後の上演では第1稿を使わず、第2稿と第3稿の同時上演、すなわち、新版の「イエスマン」と「ノーマン」を続けて上演するよう希望した（どちらを先にするか、上演の順番は問わない）。
しかし、クルト・ヴァイルが曲をつけたのは第1稿（旧版の「イエスマン」）だけであるため、音楽劇として上演する場合は、ブレヒトの意図に反して、今日も第1稿だけを単独で上演することが多い。

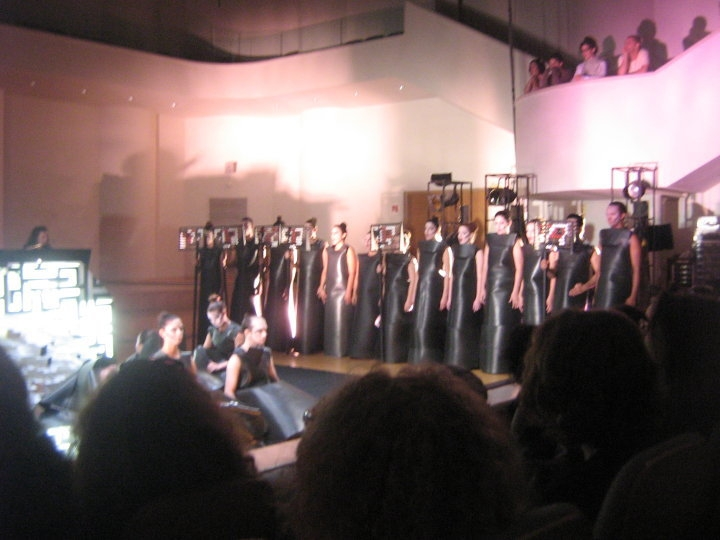
イスラエルでの「イエスマン」（第1稿）上演写真。2010年、テルアビブにて。演出：Michal Grover Friedlander。写真は、劇の後半部、山中で、歩けなくなった少年（女優）の横に師が坐り、昔からのならわしを語り聞かせる場面。後方に立ち並ぶのは合唱隊。

## 上演
「イエスマン」の初演は1930年6月30日で、ベルリンで学校の生徒たちによって演じられ、ラジオで放送された。日本での初演は1932年、東京音楽学校奏楽堂で、指揮はクラウス・プリングスハイム、少年役は藤山一郎、師は伊藤武雄、母親は武田恵美が演じ、クルト・ヴァイル作曲のオペラとして上演された。
現在ではドイツ語の原文のほか、日本語訳やヘブライ語訳、イタリア語訳、英語訳、フランス語訳など、さまざまな国の言語で上演される。
上述のように、ヴァイルは旧版の「イエスマン」（第1稿）にしか作曲していないため、ブレヒトの指示どおり「イエスマン」（第3稿）と「ノーマン」（第2稿）を同時上演するためには、ヴァイル以外の作曲家による楽曲を使うか、台詞劇として上演するなどの脚色が必要となる。
本作の原作は、日本の能楽「谷行」であるため、演出家は、能舞台の簡素さを意識したシンプルな舞台装置を使うことが多い。本作の「合唱隊」は能の地謡を、劇伴の室内アンサンブル（ないしはピアノ独奏による伴奏）は能の囃子方を、それぞれ近代西洋音楽のスタイルにあわせてアレンジしたものである。
ただし、ブレヒトが書いた「イエスマン、ノーマン」には、人名や地名などの固有名詞は一切登場せず、時代設定も故意に曖昧にされているなど、無国籍かつ超時代的な物語となっている。そのため、登場人物の舞台衣装やメイクなどの演出は、東洋風、西洋風、現代劇風、歴史劇風など、上演団体ごとにさまざまで自由度が大きい。
ちなみに、原作である能楽の「谷行」では、「教師」と「弟子たち」は山伏で、彼らが登る山は葛城山である。

## 内容

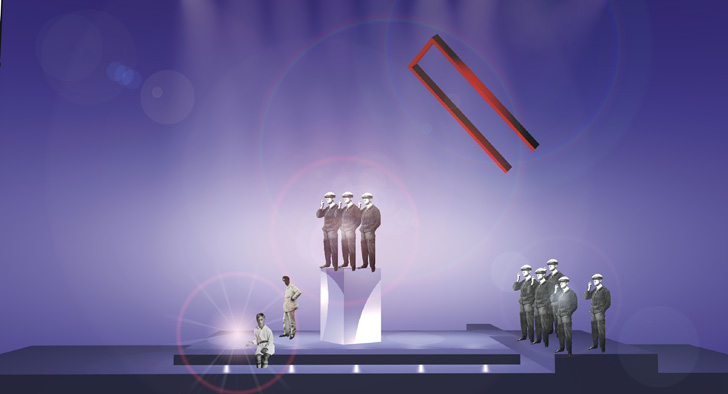
2006年、シルヴァン・レルミット（Sylvain Lhermitte）の「イエスマン」舞台風景。左端に坐っているのは少年、立っているのは教師。中央の高いところに登っているのは3人の弟子。右端は合唱隊。

「イエスマン」「ノーマン」とも前半部の内容はほぼ同じである。
第1幕
ある教師が、弟子たちとともに危険な峰越えの旅行をすることになった。教師の生徒の中に、母子家庭の少年がいた。教師はその少年の家に行き、少年の母親に別れのあいさつをする。その会話を聞いた少年は、母親の病気を治す薬を手に入れるため自分も峰の向こうの町へ行きたいと思い、峰越えの旅への参加を申し出る。教師は、峰越えはつらくて危険な旅であり、子供にはとても無理だと反対するが、少年の熱意におされ、最後は旅への参加を認める。
第2幕
教師の一行は、けわしい山を登る。少年は途中で病気になり、動けなくなる。昔からのならわしによれば、このような旅で病気になった者は、谷に投げ込まれねばならない。弟子たちは教師に、ならわしを実行するよう迫る。教師は少年に、昔からのならわしを語りきかせ、それを少年が「了承」してくれるかどうか、イエスかノーかをたずねる。生か死か。究極の選択に対する少年の答えは……。
（以下、結末は「イエスマン」と「ノーマン」で異なる）

## 登場人物
教師、少年、少年の母親、弟子（3人）、合唱隊（数名以上）

### ヴァイルの音楽で上演する場合
クルト・ヴァイル作曲の「イエスマン」（第1稿）では
- 教師（バリトン）、少年（ボーイソプラノ）、母親（メゾソプラノ）、弟子3人（ボーイソプラノ、テノール、バリトン）、合唱隊（ソプラノ、アルト、テノール、バス）である。

上演にあたっては、俳優の身体的条件や演出家の解釈により、それぞれの声域や人数を変更することがある。

## 備考
- 「イエスマン」という日本語は「何でも他人の意見にはい、はいと言って従ってしまう主体性のない人」という意味なので、厳密に言うと本劇の内容とは合致しない。実際、本作の英語訳題は "The Yes Sayer"、"The Affirmer"、"He Said Yes"、などであり、"Yes Man"という英訳題は使わない。「ノーマン」という訳題についても同様である。ただし、2008年のアメリカ映画 "Yes Man"（イエスマン “YES”は人生のパスワード）のドイツ語訳題が "Der Ja-Sager" であるように、ドイツ本国でも「イエスマン」に「ヤーザーガー」という単語を当てる例がある。「イエスマン」という訳題は、適切とは言えぬものの、完全に間違いとも言えない。
- 日本国内においては、ブレヒトの著作権は2006年末、ヴァイルの著作権は2000年末に消滅した。
- 能の『谷行』は従来あまり上演されない演目であったが、ブレヒトの「イエスマン」が刺激となって日本でも再評価され、上演されるようになった。1932年秋、東京音楽学校邦楽部が靖国神社で『谷行』を上演し、観世寿夫が松若（「イエスマン」の少年役にあたる）を演じた[6][7]。
- 本作はブレヒトの「教育劇」の一つであり、思想性が深いわりに、語彙や語法は比較的平易である。そのため、大学の比較文学の授業や、中級・上級ドイツ語の授業の語学教材としても、本作はわりあいよく取り上げられる。

### 台本
- Bertolt Brecht.Der Jasager Und Der Neinsager (German Edition) [Paperback], 1966, ISBN 978-3518101711　（ドイツ語台本と解説。第1稿、第2稿、第3稿の全てと、英訳「谷行」等の参考資料も収録）
- 岩淵達治（翻訳）『ブレヒト戯曲全集 第8巻』（未来社、1999年） ISBN 978-4-624-93278-7　（日本語訳台本：第2稿と第3稿を収録）
- 千田是也、岩淵達治（翻訳）『ブレヒト教育劇集 改訳版』未来社 （1988年3月） ISBN 978-4624700614 （日本語訳台本：第2稿と第3稿を収録）

### 楽譜
- Kurt Weill, DER JASAGER : KLAVIERAUSZUG, ISBN 3-7024-1080-5（ピアノ伴奏による合唱譜）

### CD
- Kurt Weill: Der Jasager; Down in the Valley（指揮 Willi Gundlach） ASIN: B000001WVN （ステレオ録音、ドルトムント大学室内合唱団）
- Kurt Weill: Der Ja-Sager ASIN: B001NPAGKU （モノラル録音、デュッセルドルフ児童合唱団）

### 解説書
- 平川祐弘『謡曲の詩と西洋の詩』（朝日選書49、1975年） ISBN 978-4022591494
- 岩淵達治『ブレヒトと戦後演劇 私の60年』（みすず書房、2005年） ISBN 978-4622071181